# SN 1985F
SN 1985F – supernowa typu Ib odkryta 12 czerwca 1984 roku w galaktyce NGC 4618. Jej maksymalna jasność wynosiła 12,10m.